# Piri Kati
Piri Kati (Celldömölk, 1979. április 8. –) magyar származású holland politikus, 2014-től 2021-ig európai parlamenti (EP) képviselő a Munkáspárt (PvdA) színeiben, a LIBE Bizottság tagja.

## Élete
Családja 1980-ban költözött Hollandiába, Utrechtbe. 1991 és 1997 között ebben a városban járt egy katolikus gimnáziumba, majd 1998-tól a Groningeni Egyetemre. 2006-ban belépett a Munkáspártba, és 2008-ig az Európai Parlamentben a párt küldöttségének politikai tanácsadójaként dolgozott. A következő évben az Európai Parlament képviselőcsoportjának külpolitikai tanácsadója lett, majd az Örményországgal, Azerbajdzsánnal és Grúziával fenntartott kapcsolatokkal foglalkozó delegáció tanácsadójaként tevékenykedett.
2014-ben a Munkáspárt harmadikként jelölte őt az EP képviselőjének, ahová be is jutott, a párt 9.4 százalékos eredményével. 2019-ben a párt 19.0 százalékos eredményt ért el az EP-választáson, így Piri Kati ismét bejutott.

## Külső hivatkozások
- Honlapja Archiválva 2014. április 13-i dátummal a Wayback Machine-ben (hollandul)
- Twitter-oldala
- Piri Kati Hollandiából lehet EP-képviselő Index, 2014. május 7.